# استفانی آتالا

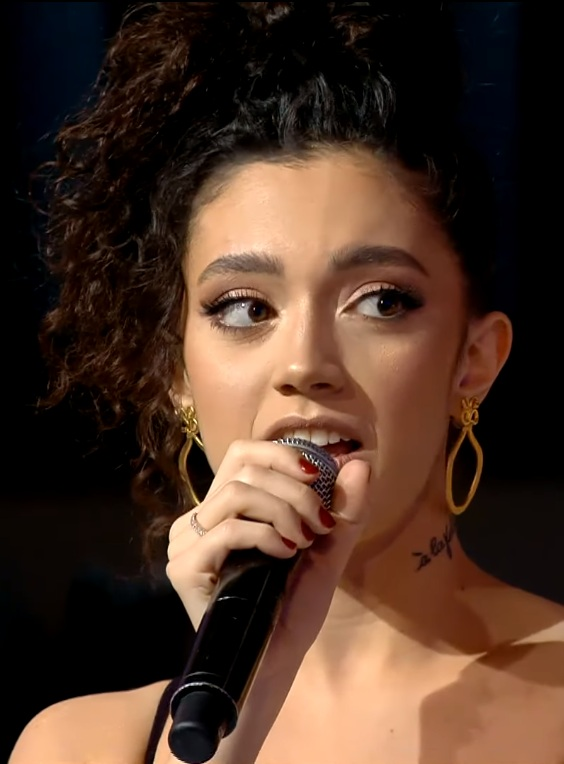

استفانی عطاالله فرانسوی: Stephanie Atala‎ ۵ اکتبر ۱۹۹۳) بازیگر و خواننده لبنانی است که تابعیت فرانسه را دارد او در بیروت از پدری لبنانی و مادری فرانسوی به دنیا آمد، خوانندگی را در سن هفت سالگی آغاز کرد. استفانی در رشته کارگردانی تحصیل و از دانشگاه بلمند «آکادمی هنرهای زیبای لبنان» فارغ‌التحصیل شد. او یک گروه موسیقی دارد که در آن موسیقی جاز اجرا می‌کند.